# 私重奏
『私重奏』（しじゅうそう）は、一青窈の7枚目のアルバム。

## 概要
- 前作から約2年4か月ぶりのオリジナル・アルバム。
- 今作は家族にかかわる楽曲が核となっている。ジャケットも一青の提案により、父の故郷である台湾の台南の安平樹屋という名所で撮影された[1][2]。
- 収録曲「パパママ」は、亡き両親への想いの楽曲で、リリック・ビデオを制作した。ビデオの完成に向け、映像に使用される家族写真の募集キャンペーンが行われ、最終的な応募数は1,000枚を超えた。なお、一青と亡き両親とのスリーショット写真もビデオに使用されている[3]。

## 収録曲

### CD
（全作詞：一青窈（特記以外））
1. 雨夜花
作詞：ZHOU TIAN WANG／作曲：DENG YU XIAN／編曲：四家卯大
2. LINE
作曲：武部聡志／編曲：根岸孝旨
「台北 国立故宮博物院 -神品至宝-」展覧会イメージソング
3. 他人の関係 feat. SOIL&"PIMP"SESSIONS
作詞：有馬三恵子／作曲：川口真／編曲：SOIL&"PIMP"SESSIONS
19thシングル
フジテレビ系ドラマ『昼顔〜平日午後3時の恋人たち〜』主題歌
4. 霞道 (かすみじ)
作曲・編曲：武部聡志
18thシングルのカップリング
東風配給映画『ペコロスの母に会いに行く』主題歌
5. ロマンス♡カー
作曲：川江美奈子／編曲：多胡淳
Smooth Aceがコーラスで参加。
6. 2回
作曲・編曲：さかいゆう
7. 風光る
作曲：川江美奈子／編曲：村田昭
協和「フラコラ プラセンタ エクストラクト」CMソング
8. ワイヤレス
作曲：マシコタツロウ／編曲：森俊之
9. 千本椿
作曲・編曲：武部聡志
北陸新幹線開通・石川テレビ開局45周年記念キャンペーン「メイド イン イシカワ」テーマソング
10. 勝負!!!
作曲：クラウド・ルー／編曲：遠山哲郎
11. パパママ
作曲：岸谷香／編曲：本間昭光
12. 蛍
作曲：多保孝一／編曲：武部聡志
18thシングル
朝日放送テレビ『教えて!ニュースライブ 正義のミカタ』エンディングテーマ

### DVD
1. ぶらり途中一人旅 台湾食べ歩き編
2. 蛍（MUSIC VIDEO）
3. 他人の関係 feat. SOIL&"PIMP"SESSIONS（MUSIC VIDEO）